# Hala Skórzacka

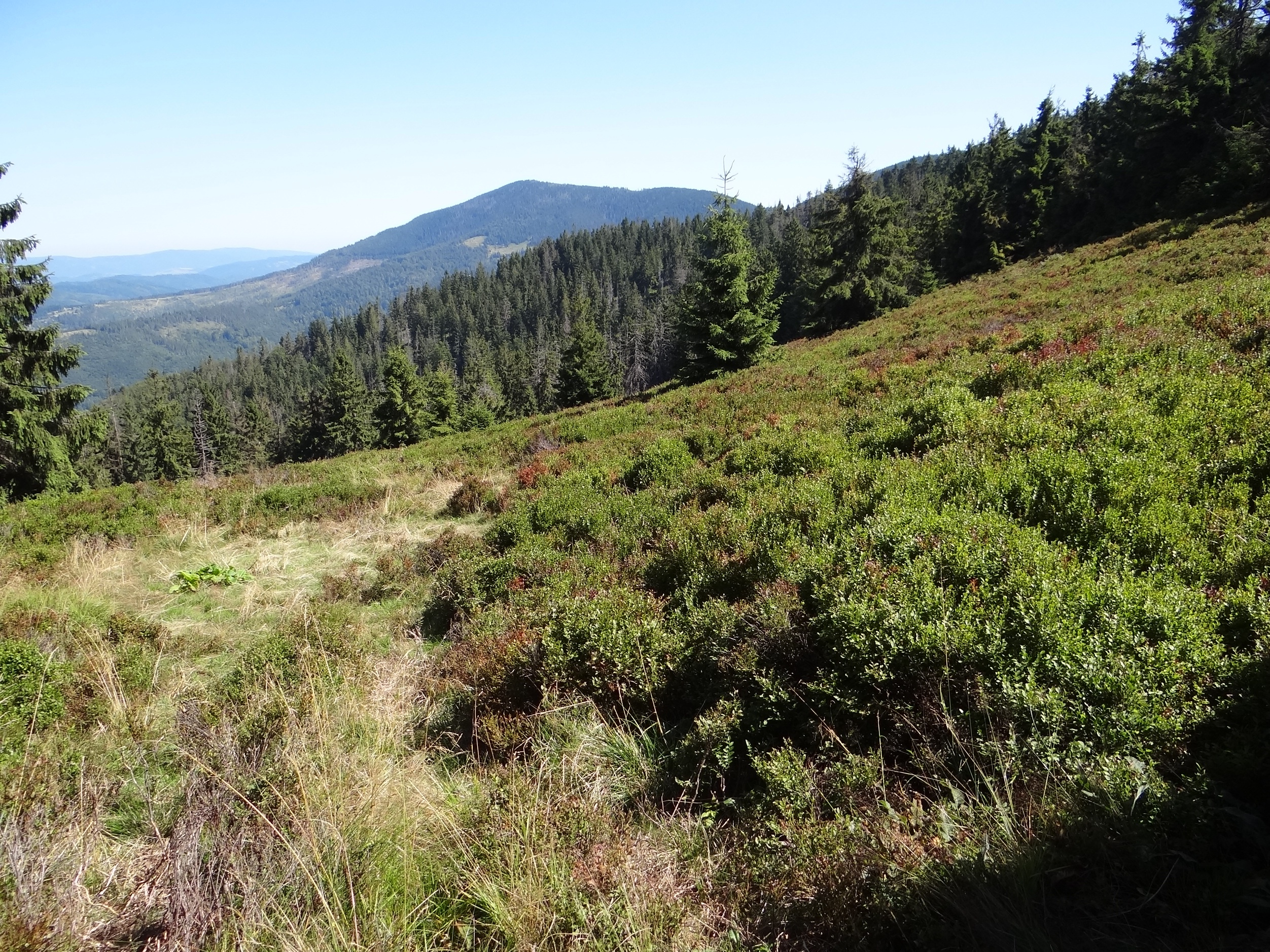
Hala Skórzacka, w głębi Romanka

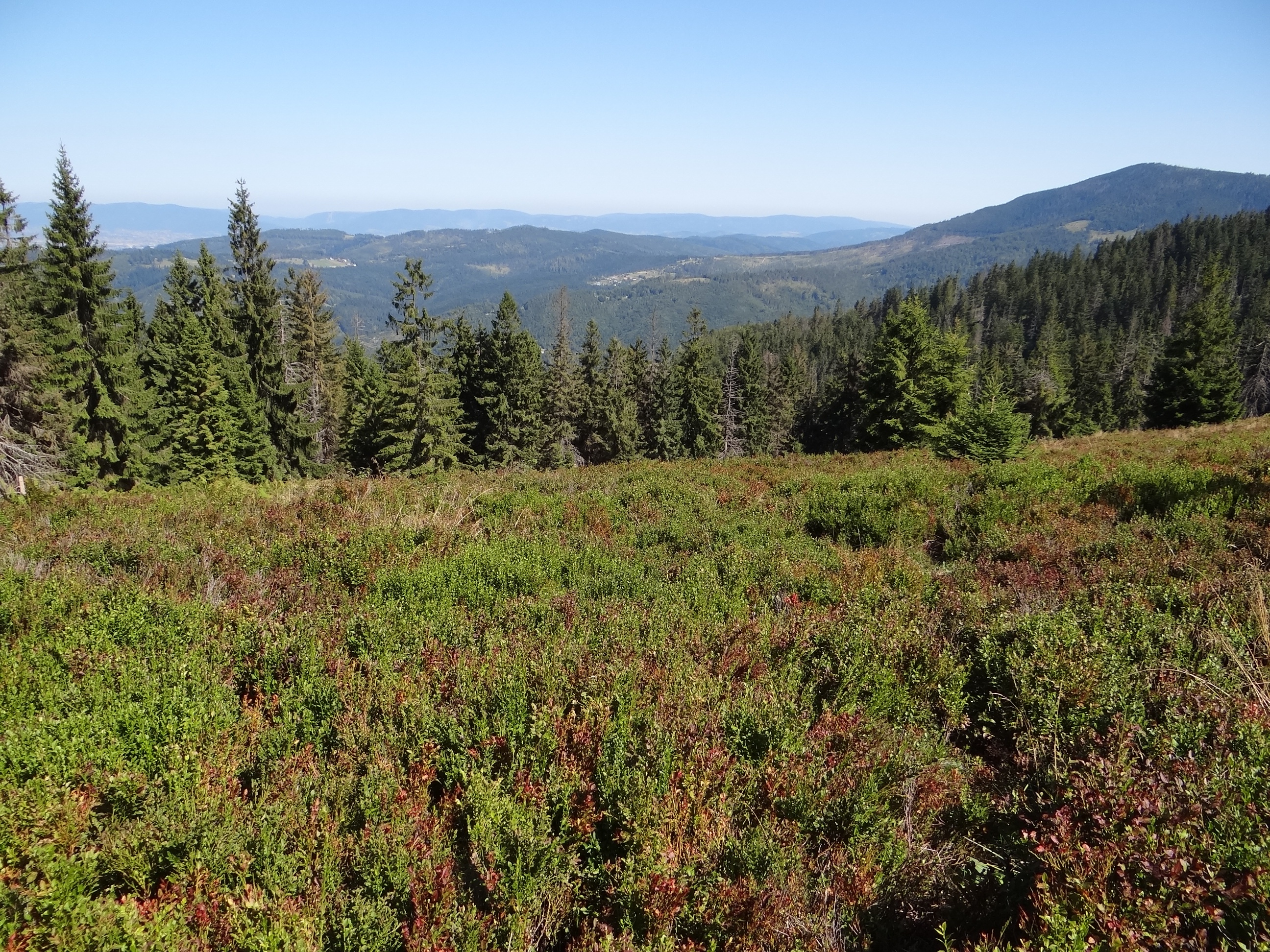

Hala Skórzacka – polana w Grupie Lipowskiego Wierchu i Romanki w Beskidzie Żywiecko-Orawskim, położona tuż pod wierzchołkiem Redykalnego Wierchu (1146 m), na jego północnych stokach opadających do doliny potoku Żabniczanka. W przeszłości była intensywnie użytkowana pastersko, stąd tradycyjna nazwa „hali”, niemająca jednak nic wspólnego z halą jako piętrem roślinnym w górach.
Hala Skórzacka to właściwie dwie polany oddzielone wąskim pasem lasu. Położone są na wysokości około 1100–1140 m. Przez szczyt Redykalnego Wierchu prowadzi szlak turystyczny, Hala Skórzacka jest jednak słabo widoczna ze szlaku. Znajduje się ona bowiem za pasem drzew, przez co do szlaku dochodzi tylko jej wąski skrawek. Od dawna niewypasana, zarosła już całkowicie borówczyskami i zaczyna zarastać drzewami.
Znajduje się w granicach wsi Żabnica w województwie śląskim, w powiecie żywieckim, w gminie Węgierska Górka.

## Szlaki turystyczne
Milówka – schronisko PTTK na Hali Boraczej – Lipowski Wierch – schronisko PTTK na Hali Rysianka – Żabnica-Skałka
 Rajcza – Zapolanka – Redykalny Wierch – hala Lipowska – hala Rysianka – Romanka.